# Lipomyces mesembrius
Lipomyces mesembrius är en svampart som beskrevs av Botha, Van der Walt & M.T. Sm. 1997. Lipomyces mesembrius ingår i släktet Lipomyces och familjen Lipomycetaceae.   Inga underarter finns listade i Catalogue of Life.